# Carlos Alberto Filgueiras
Carlos Alberto Fernandes Filgueiras (Minas Gerais, 20 de fevereiro de 1947 — Paraty, 19 de janeiro de 2017) foi um empresário brasileiro, mais conhecido por ser dono dos Hotéis Emiliano. Divorciado de Maria Myrna Loy Guerra Filgueiras, teve quatro filhos.

## Biografia
De origem pobre, foi comerciante de madeira na juventude, depois trabalhou como mineiro em Serra Pelada, no sul do Pará, onde também foi dono de madeireira. Após fazer fortuna no Pará, mudou de ramo e entrou para os negócios imobiliários, voltando a São Paulo para fazer fama no setor de hotelaria ao fundar o hotel Emiliano.
Lançado no final da década de 1990, o primeiro hotel Emiliano foi inaugurado em junho de 2001, na Rua Oscar Freire, um dos quadriláteros mais caros de São Paulo, em parceria com o cantor Roberto Carlos. O empreendimento foi considerado pioneiro no Brasil no conceito de hotel-boutique no Brasil. É considerado um dos mais luxuosos do Brasil, "símbolo de excelência e sofisticação", e "ícone da hotelaria de luxo no país". Várias personalidades já se hospedaram no hotel, entre eles Gisele Bündchen, Leonardo DiCaprio e Christian Loubouti. Em 2016, a filial do Rio foi aberta em Copacabana para as Olimpíadas do Rio.
Em 2010, o empresário encomendou ao arquiteto inglês Norman Foster o projeto de um resort de luxo a ser construído na região de Paraty-Mirim, a 17 quilômetros do Centro Histórico de Paraty. O completo hoteleiro pretende ser instalado na Fazenda Itatinga, porém, em outubro de 2016, a Secretaria de Estado do Ambiente do Rio de Janeiro indeferiu o pedido de licença prévia. Ainda com relação a Paraty, Filgueiras foi réu em um processo no STF, acusado pelo Ministério Público Federal de crime ambiental por construções irregulares na Ilha das Almas, integrante da área de proteção ambiental Cairuçu, criada em 1983. Em dezembro de 2016, tentou trancar o processo na suprema corte, mas o ministro Edson Fachin negou o pedido.
Além dos hotéis Emiliano, Filgueiras tinha participações em outros negócios, a exemplo de uma empresa em sociedade com o banco BTG Pactual, da Tuagro Agrícola, produtora de café e cosméticos. O capital social das empresas que pertenciam a Filgueiras ultrapassam 140 milhões de reais.

## Morte
Morreu em 19 de janeiro de 2017, em um acidente aéreo em Paraty, litoral do Rio de Janeiro. Também foram vítimas do acidente o ministro do Supremo Tribunal Federal Teori Zavascki, que era o relator da Lava Jato na Corte, o piloto e mais duas passageiras. O avião prefixo PR-SOM, um bimotor turboélice de pequeno porte, modelo Hawker Beechcraft King Air C90, era de sua propriedade e, segundo a ANAC, estava com certificado de aeronavegabilidade válido até abril de 2022 e o de inspeção anual até abril de 2017. O corpo do empresário foi velado e cremado no sábado, 21, no crematório municipal Dr. Jayme Augusto Lopes, na cidade de São Paulo.